# Arthur Bellamy
Arthur Bellamy (Consett, 5 de abril de 1942 - Burnley, 22 de enero de 2014) fue un jugador de fútbol británico que jugaba en la demarcación de delantero.

## Biografía
Arthur Bellamy debutó como futbolista en 1962 con el Burnley FC tras haber jugado los años anteriores en las filas inferiores del club. Su primer gol se produjo contra el Manchester City FC el 26 de marzo de 1963, partido que finalizó con un resultado de 5-2 a favor del club de Turf Moor. Tras jugar durante diez temporadas en el equipo, y haber marcado 29 goles en 250 partidos jugados en la Football League First Division, en julio de 1972, Bellamy fue traspasado al Chesterfield FC, que en aquel entonces militaba en la Football League Third Division, por 10.000 libras. Hizo su debut el 12 de agosto de 1972 contra el Oldham Athletic AFC. Tras haber marcado 12 goles en 133 partidos jugados durante las cuatro temporadas que permaneció en el club, Bellamy se retiró como futbolista en 1976 a los 34 años de edad.
Arthur Bellamy falleció la mañana del 22 de enero de 2014 en Burnley a los 71 años de edad.

## Clubes
| Club            | País       | Año         | Partidos | Goles |
| --------------- | ---------- | ----------- | -------- | ----- |
| Burnley FC      | Inglaterra | 1962 - 1972 | 250      | 29    |
| Chesterfield FC | Inglaterra | 1972 - 1976 | 133      | 12    |